# Geología de Chile

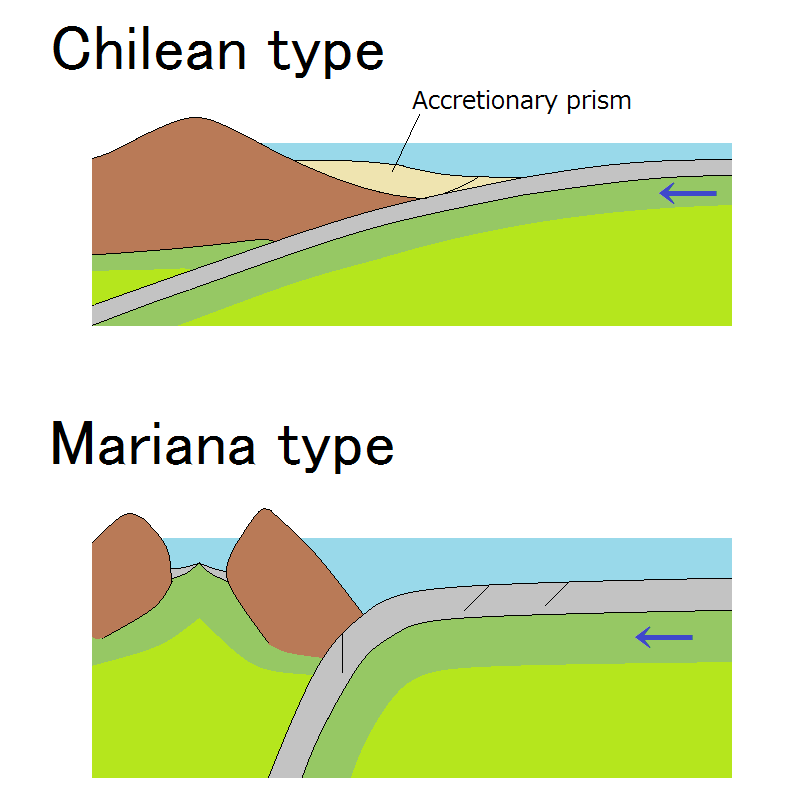
Ilustración de una zona de subducción.

La geología de Chile se caracteriza por los efectos de la subducción que ha ocurrido en sus costas, en sentido oeste-este, desde tiempos precámbricos hasta tiempos geológicamente recientes.
Tectónica y morfológicamente, Chile continental se puede subdividir en lonjas paralelas al océano Pacífico de sur a norte siendo las tres principales la cordillera de la Costa, la depresión intermedia y la cordillera de los Andes. Además de estas lonjas, en la Patagonia chilena también existen llanuras y mesetas trasandinas.
Chile Insular corresponde a una serie de islas volcánicas que derivan de vulcanismo de puntos calientes y forman solamente las partes más altas de largas cadenas de volcanes extintos en la placa de Nazca. En cambio, el Territorio Chileno Antártico tiene una serie de similitudes geológicas con los Andes patagónicos.
La subducción que ocurre a lo largo de la costa chilena hace que el país sea altamente sísmico y tenga una vigorosa actividad volcánica en torno a arcos continentales. La actividad volcánica y magmática en la zona norte de Chile, junto con el clima hiperárido que prevalece allí, han contribuido a formar depósitos minerales de fama mundial, incluidos pórfidos de cobre, salares y costras de caliche.

## Basamento preandino
El basamento del Norte Grande corresponde al antiguo terrano de Arequipa-Antofalla que se amalgamó con el cratón amazónico hace 1000 millones de años, durante la llamada «orogenia de Sunsás». Una porción menor del Norte Grande, ubicada en los alrededores de la península de Mejillones, forma un pequeño terrano que lleva el nombre de la península.

## Orogenia andina
Los Andes del Norte Grande comenzaron a alzarse hace 200 millones de años, durante el Jurásico. Se ha propuesto la hipótesis de que los Andes del Norte Grande ganaron su altura entre 26 y 14 millones de años atrás como resultado de un fallamiento compresivo de la litósfera bajo el altiplano.